# Wallace Givens
James Wallace Givens, Jr. (* 14. Dezember 1910 in Alberene bei Charlottesville; † 5. März 1993) war Mathematiker und Pionier der Informatik. Nach ihm ist die Givens-Rotation benannt.
Er erhielt 1928 im Alter von 17 Jahren seinen Bachelor-Abschluss vom Lynchburg College und seinen Master-Abschluss 1931 an der Universität von Virginia unter Ben Zion Linfield (nach einem einjährigen Stipendium an der Universität von Kentucky). Er war Assistent von Oswald Veblen am Institute for Advanced Study der Universität von Princeton, dort wurde er 1936 promoviert mit der Dissertation Tensor Coordinates of Linear Spaces.
Givens unterrichtete an der Cornell University, University of Tennessee, Wayne State University und Northwestern University und arbeitete früh mit UNIVAC I am Courant Institute of Mathematical Sciences of New York University und später mit Oracle-Computer am Oak Ridge National Laboratory. 1963 wurde er Wissenschaftler am Argonne National Laboratory in Chicago, wo er neuer (1964–1970) Direktor der Abteilung für angewandte Mathematik wurde. Von 1968 bis 1970 war er vierzehnter Präsident der Society for Industrial and Applied Mathematics (SIAM). 1974 erhielt er den Humboldt-Forschungspreis. 1979 zog er sich an der Northwestern University in den Ruhestand zurück.
Zu seinen Doktoranden gehörte die Mathematikerin und Hochschullehrerin Gertrude Ehrlich.

## Schriften
- Numerical computation of the characteristic values of a real symmetric matrix. Carbide & Carbon Chemicals Comp., Oak Ridge 1954.
- Computation of plane unitary rotations transforming a general matrix to triangular form, J. SIAM, Band 6, 1958, S. 26–50.